# ماساتو اوکوبو
ماساتو اوکوبو (ژاپنی: [] Error: {{Lang}}: فاقد متن (راهنما)؛ زادهٔ ۱۷ آوریل ۱۹۸۶) یک بازیکن فوتبال اهل ژاپن است.
از باشگاه‌هایی که در آن بازی کرده‌است می‌توان به باشگاه فوتبال کاوازاکی فرونتال و باشگاه فوتبال ریوکیو اشاره کرد.